# Мустафар
Мустафар е планета от вселената на Междузвездни войни. Тя присъства в Отмъщението на ситите и Възходът на Скайуокър. В Епизод III - Отмъщението на ситите е битката между Оби-Уан Кеноби и Анакин Скайуокър, вече обърнал се към тъмната страна на Силата. Присъства в Междузвездни войни: Войните на клонираните и в Междузвездни войни: Бунтовниците. Повърхността ѝ е покрита от постоянно изригващи вулкани, но има и по-хладни региони, където живеят мустафарианците. Те се занимават с извличане и преработване на метали и минерали, които се появяват с изригващите потоци лава. Населението на планетата е едва 20 000 души. Сепаратисткият съвет я използва като последно убежище във войната срещу Републиката.